# Pierre Catrufo

Pierre Catrufo, né 21 novembre 1808 à Genève et mort le 23 mars 1853 à Paris, est un peintre.

## Biographie
Pierre Hector Marie Catrufo naît à Genève vers 1810,,. 
Il est un arrière petit-neveu du pape Clément XIV.
Pierre Catrufo est peintre paysagiste puis devient professeur de dessin au no 63 de la rue de Ponthieu. Il expose aux Salons de Paris de 1846 à 1852.
En 1846, il épouse Isabelle Cécile Mancini, institutrice, née au Havre le 5 juillet 1820, fille de Vincenzo Mancini, opticien, et de Frances Silver.
Dans son atelier parisien, où il vend des estampes dès 1841, il forme notamment Léonce Both de Tauzia.
Pierre Catrufo meurt à son domicile, au no 9 impasse de Saxe, le 23 mars 1853 à Paris. Il laisse une veuve et une fille. Inhumé au cimetière de Montparnasse, sa dépouille est transférée en 1962 au cimetière de l'est.

## Œuvres

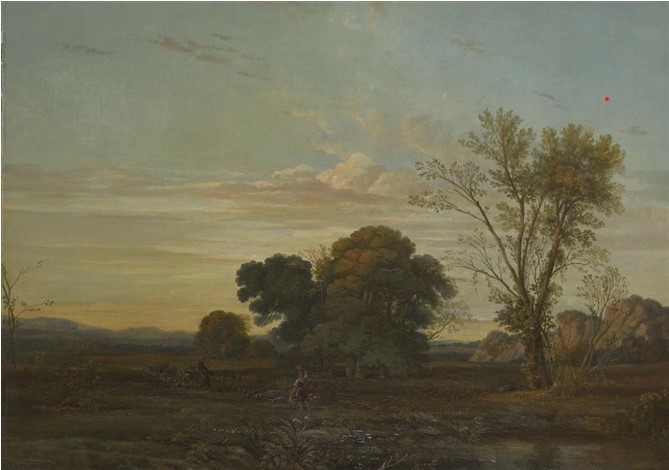
Paysage avec berger et bergère. Huile sur toile, 70 x 90 cm, 1845.
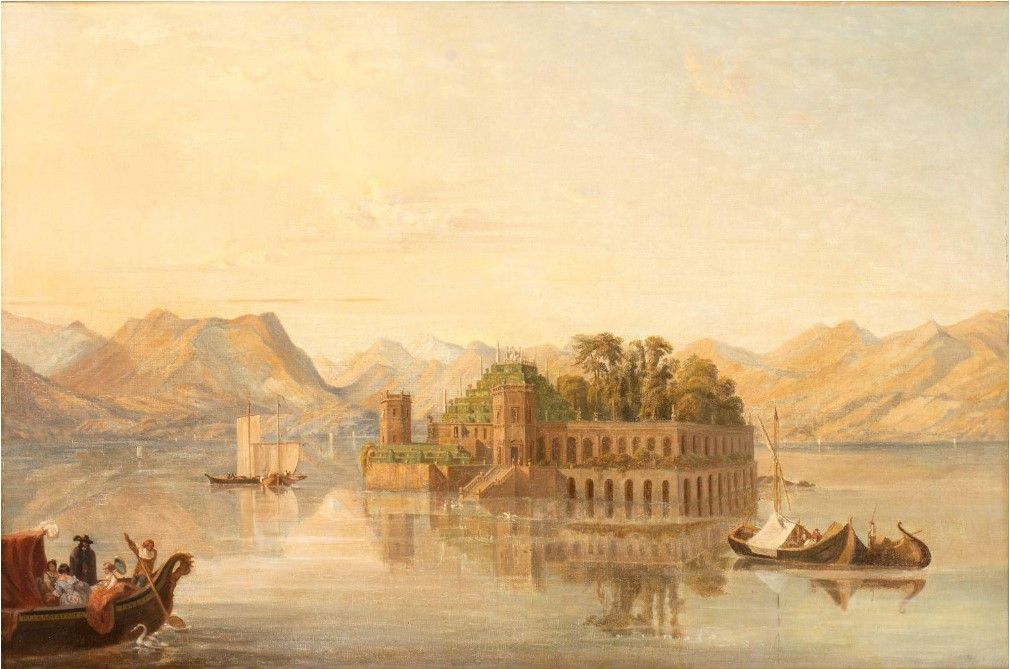
Vue de l'Isola Bella. Huile sur toile, 59,5 x 89,5 cm.
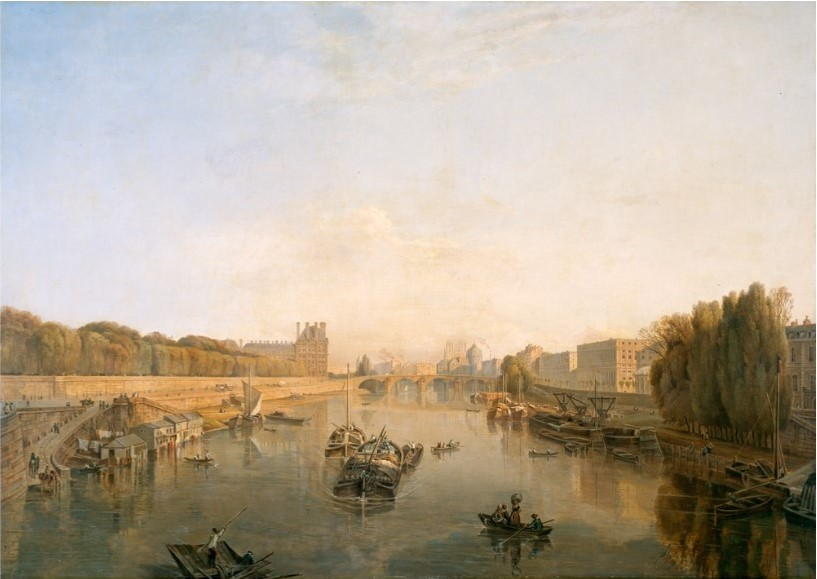
Vue de Paris prise du pont de la Concorde en amont du fleuve. Huile sur toile, 115,5 x 162 cm, avant 1852. Musée d'Arts de Nantes[10].

### Expositions
En décembre 1829, Pierre Catrufo expose Intérieur de l'église de Saint-Germain-l'Auxerrois au musée Colbert.
Pierre Catrufo est régulièrement présent au Salon de peinture et de sculpture de Paris dès 1846 en exposant deux toiles : Lisière de forêt dans les Vosges et Vue prise aux environs de Milan. Au Salon de Paris de 1847, Pierre Catrufo expose deux paysages : Souvenir des bords de l'Adda et Effet du soir dans une clairière. Au Salon de 1848, il expose trois paysages : Paysage des environs de Crémone, Des bœufs viennent s'abreuver à une petite rivière et La sortie du bois
En 1850, il présente Souvenirs des bords de la Loire et Campagne des environs de Sully.
Au Salon de Paris de 1852, il expose un tableau intitulé Vue de Paris, prise du pont de la Concorde en amont du fleuve, envoyée en 1854 par le gouvernement au Musée d'Arts de Nantes,. La toile est décrite ainsi : « De gros chalands descendent la Seine, de face ; sur le fleuve, diverses petites embarcations qui vont et viennent. ».
Après sa mort, son Isola bella est exposée, en 1858 lors d'une exposition archéologique et d'objets d'art à Chartres.

### Enchères
Entre 2003 et 2023, quatre œuvres de Pierre Carufo sont vendues aux enchères :
- Vue de l'Isola Bella (1845) ;
- Paysage d'été avec un étang (1849) ;
- Paysage avec berger et bergère ;
- Jeune femme au repos devant un lac animé de cygnes.